# Maureen Rever
Maureen Rever, född 21 juli 1938, är en friidrottare från Kanada. Hon deltog vid olympiska sommarspelen 1956.